# Jan Kudra
Jan Kudra (Lodz, 5 de julio de 1937 – 31 de enero de 2023) fue un ciclista polaco que participó en Tokio 1964 y fue dos veces campeón nacional.

## Carrera
A nivel nacional ganó dos veces el Tour de Polonia en 1962 y 1968. A nivel internacional participó en los Juegos Olímpicos de Tokio 1964, finalizando en el lugar 13 en la prueba de ruta.

## Logros
- Dos veces ganador del Tour de Polonia: 1962 y 1968.
- Orden Polonia Restituta
- Cruz al Mérito Polaco
- Medalla a los Logros Deportivos Excepcionales